# Campo sportivo di Fonte dell'Ovo

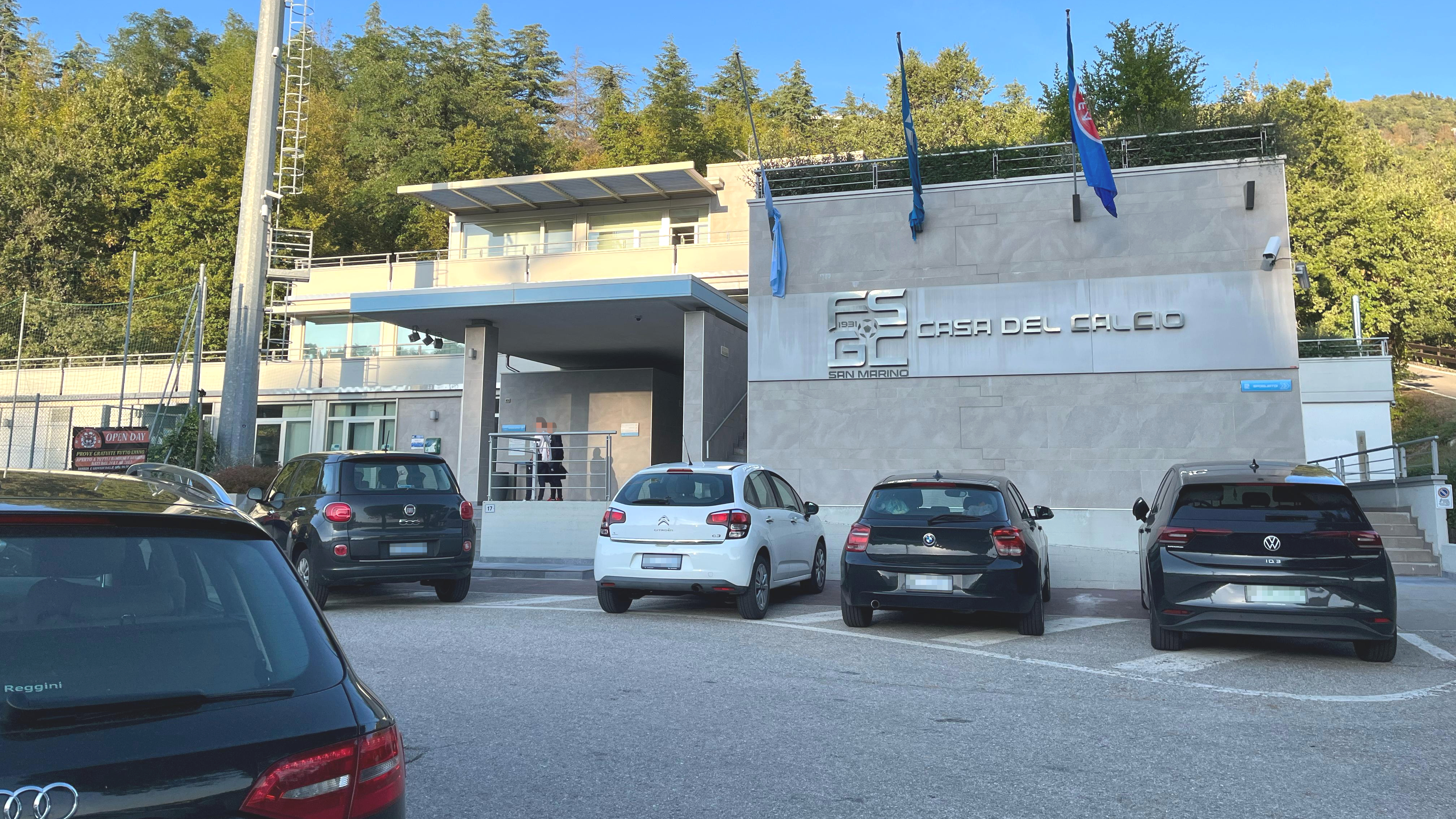
Stadio Fonte dell'Ovo

Il campo sportivo di Fonte dell'Ovo è uno stadio calcistico della Repubblica di San Marino situato a Città di San Marino, ha una lunghezza di 100 metri per una larghezza di 55, è stato aperto nel 1984.